# 호치키스 드라이브

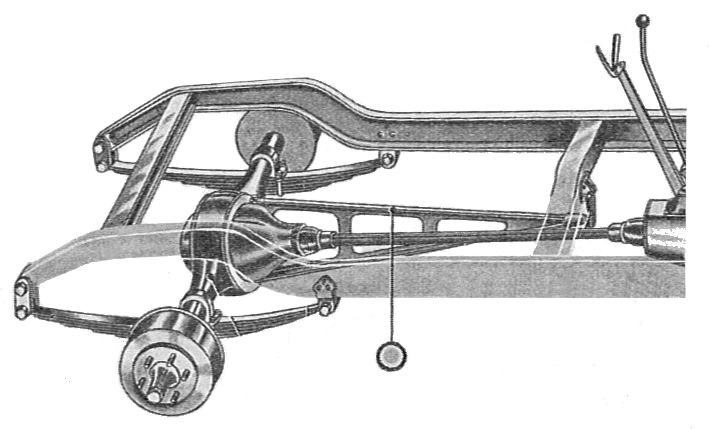
뒷 섀시. 네이피어 차량의 것일 수 있으며, 관절형 구동축 옆의 긴 거더에 의해 토크 반응을 흡수한다.

호치키스 드라이브(Hotchkiss drive)는 구동축 형태의 동력 전달 방식이다. 20세기 전방 엔진, 후륜 구동 레이아웃 자동차에서 지배적인 방식이었다. 이 이름은 프랑스의 자동차 제조사인 오치키스(Hotchkiss)에서 유래했지만, 피어리스와 같은 다른 제조사에서도 호치키스 이전부터 비슷한 시스템을 사용했다.
20세기 초반에는 체인 구동 동력 전달 방식이 호치키스 시스템의 주요 직접 구동 경쟁 상대였으며, 토크 튜브 또한 1950년대까지 인기를 끌었다. 문제는 구동축 토크, 즉 구동축이 구동 휠과 반대 방향으로 회전하려는 경향을 차량으로 어떻게 전달하는가이다. 이 문제는 제동 시에도 발생하며, 이 때 구동축은 제동 휠과 같은 방향으로 강제된다.

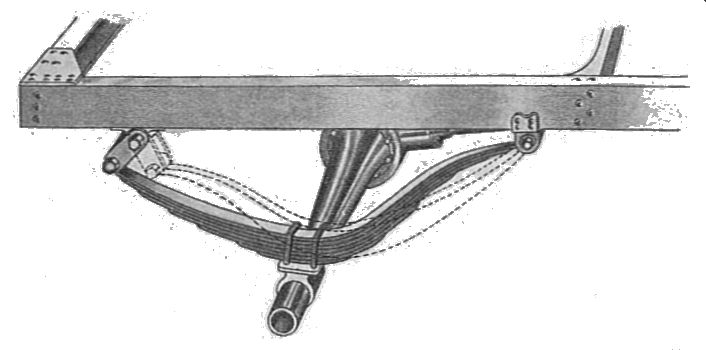
호치키스 드라이브 시스템에서 판 스프링의 토크 반응 효과

대부분의 구동축 구동 시스템은 앞쪽의 변속기에서 뒤쪽의 차동 장치까지 연결되는 구동축(프로펠러 샤프트 또는 카르단 샤프트라고도 함)으로 구성된다. 호치키스 드라이브의 특징은 차축 하우징이 판 스프링에 단단히 부착되어 판 스프링을 통해 차축 토크를 차체로 전달한다는 점이다. 또한, 구동축의 양쪽 끝에 조인트를 사용하며, 구동축이 노출되어 있다. 두 개의 조인트를 사용하고, 구동축과 피구동축이 올바르게 위상 일치되고 평행하게 정렬되면 단순한 십자형 조인트를 사용할 수 있다. 반면, 토크 튜브 방식은 변속기 테일 샤프트 끝에만 단일 조인트(일반적으로 등속 조인트)를 사용하며, 차축 하우징은 토크 튜브에 의해 고정되는데, 이 토크 튜브는 차동 장치 하우징을 변속기에 고정시킨다.
호치키스 드라이브에서는 슬립-스플라인 또는 플런지형(볼 및 트러니언 조인트)이 구동축에서 차축으로 전달되는 추력을 제거하여 평행한 판 스프링을 사용하여 단순한 리어 액슬 위치를 설정할 수 있도록 한다. 토크 튜브 유형에서는 이 추력이 토크 튜브를 통해 변속기로 전달되고, 이어서 변속기 및 엔진 마운트를 통해 프레임으로 전달된다. 리어 코일 스프링(1938–62 뷰익)과 결합된 토크 튜브 유형은 팬하드 로드와 같은 추가적인 위치 결정 요소가 필요하지만, 토크 튜브/판 스프링 조합(1906–1937 뷰익, 초기 포드 등)에서는 필요하지 않다.
일부 호치키스 구동축은 더 큰 유연성을 위해 중앙에 또 다른 조인트를 사용하여 두 부분으로 만들어지며, 일반적으로 트럭 및 소방차 프레임으로 제작된 특수 차량에 사용된다. 일부 설치에서는 고무 마운트를 사용하여 소음과 진동을 격리한다. 1984-1987년 RWD 토요타 코롤라(예: 코롤라 SR5 및 GT-S) 쿠페는 고무 장착 중앙 베어링이 있는 2피스 호치키스 구동축을 사용하는 자동차의 또 다른 예이다.
이 설계는 1920년대부터 1970년대까지 대부분의 자동차에 사용된 주요 동력 전달 방식이었다. 2016년 현재에도 픽업트럭과 스포츠 유틸리티 차량에서 흔하게 사용되고 있다.
동력 전달만큼 중요한 것은 제동이다. 동력 전달에서는 휠에 가해지는 토크가 차축 하우징에서 동일하고 반대 방향의 반작용으로 상쇄되지만, 제동에서는 휠을 제동하는 토크가 동일하지만 같은 방향으로 작용한다. 후륜 구동 자동차에서 후륜 브레이크에 의해 가해지는 제동은 동력 전달만큼 중요하며, 문제는 동일하고 같은 방식으로 해결된다. 차축 하우징을 판 스프링에 단단히 고정하는 것은 양방향 토크(가속 및 제동)를 모두 차체로 전달한다.
호치키스 드라이브와 현대 미국의 서스펜션 개조 회사인 호치키스(Hotchkis) 사이에는 아무런 관련이 없다. 또한, 호치키스 드라이브와 뉴저지주 호보켄 출신의 유명한 경주용 자동차 운전수인 톰 호치키스 사이에도 아무런 관련이 없다.